# So Graham Norton
So Graham Norton foi um late-night talk show britânico apresentado pelo humorista Graham Norton e exibido pelo Channel 4. O programa de entrevistas já foi premiado com um Emmy Internacional.

## Formato
So Graham Norton era exibido às sextas-feiras, às 22h30, em temporadas, periodicamente sai do ar para, daí a alguns meses, voltar a ser transmitido. O programao tem um formato fixo, e dentro das estruturas do programa sempre há um elemento importante de surpresa, às vezes mesclado com um pouco de "constrangimento vergonhoso palpável", da parte dos entrevistados, da platéia e dos telespectadores.
So Graham Norton, que tem cerca de 50 minutos de duração, no primeiro bloco Norton interage com a plateia e vai até elas, com um microfone portátil, e pede para elas descreverem acontecimentos constrangedores do dia-a-dia. A seguir, ele apresenta o seu primeiro convidado, dos três que ele traz toda noite ao programa. Geralmente, o primeiro convidado é alguém bastante conhecido em todo o mundo, e os outros dois são figuras mais conhecidas apenas na Grã-Bretanha.

## Episódios

### 1ª Temporada

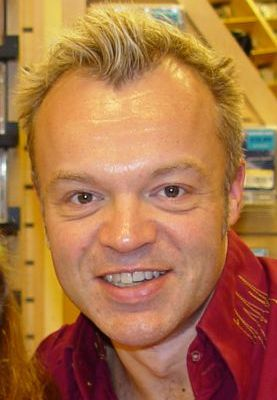
O comediante e apresentador irlandês, Graham Norton.

| Data                                     | Episódio nº | Convidado(os)                     |
| ---------------------------------------- | ----------- | --------------------------------- |
| 3 de julho de 1998                       | 1           | Ivana Trump, Kathy Burke, e Sooty |
| 10 de julho de 1998                      | 2           | George Melly e Ulrika Jonsson     |
| 17 de julho de 1998                      | 3           | Honor Blackman e David Blaine     |
| 24 de julho de 1998                      | 4           | Linford Christie e Nanette Newman |
| 31 de julho de 1998                      | 5           | Grace Jones e Judith Chalmers     |
| 7 de agosto de 1998                      | 6           | Stephen Fry e Lorraine Kelly      |
| 14 de agosto de 1998                     | 7           | Kylie Minogue e Ian McCaskill     |
| 24 de dezembro de 1998 Especial de natal | 8           | Pam St. Clement e La Toya Jackson |

### 2ª Temporada
| Data                    | Episódio nº | Convidado(os)                       |
| ----------------------- | ----------- | ----------------------------------- |
| 5 de fevereiro de 1999  | 1           | Sophie Dahl e Bo Derek              |
| 12 de fevereiro de 1999 | 2           | Sandie Shaw e Alexis Arquette       |
| 19 de fevereiro de 1999 | 3           | Brenda Blethyn e Gloria Hunniford   |
| 26 de fevereiro de 1999 | 4           | Ursula Andress e Julie Hesmondhalgh |
| 5 de março de 1999      | 5           | Jan Leeming e Jason Orange          |
| 12 de março de 1999     | 6           | Kate O'Mara e Roy Scheider          |
| 19 de março de 1999     | 7           | Anne Robinson e Miles O'Keeffe      |
| 26 de março de 1999     | 8           | Joan Collins e Marc Almond          |
| 2 de abril de 1999      | 9           | Jordan e Billy Zane                 |
| 9 de abril de 1999      | 10          | Roger Moore e Philippa Forrester    |
| 16 de abril de 1999     | 11          | Fern Britton e Stephanie Beacham    |

### 3ª Temporada
| Data                                       | Episódio nº | Convidado(os)                                            |
| ------------------------------------------ | ----------- | -------------------------------------------------------- |
| 19 de novembro de 1999                     | 1           | Lee Majors e Liz Smith                                   |
| 26 de novembro de 1999                     | 2           | Twiggy e Huey Morgan                                     |
| 3 de dezembro de 1999                      | 3           | Jackie Stallone e Glenda Jackson                         |
| 10 de dezembro de 1999                     | 4           | Terry Wogan e Carrie Fisher                              |
| 17 de dezembro de 1999                     | 5           | Gilbert and George e Adam Rickitt                        |
| 24 de dezembro de 1999 Especial de natal   | 6           | Valerie Singleton, Goldie, e The She Boom Drummers       |
| 31 de dezembro de 1999 Especial do milênio | 7           | Ivana Trump, Sandra Bernhard, e Raquel Welch             |
| 21 de janeiro de 2000                      | 8           | Georgia Taylor, Martin Hancock, Sharon Gless e Tyne Daly |
| 28 de fevereiro de 2000                    | 9           | Michael Learned e Trude Mostue                           |
| 4 de fevereiro de 2000                     | 10          | Joan Rivers e Boy George                                 |
| 11 de fevereiro de 2000                    | 11          | Jason Priestley e Mo Mowlam                              |
| 18 de fevereiro de 2000                    | 12          | Catherine Deneuve e Zandra Rhodes                        |
| 25 de fevereiro de 2000                    | 13          | Bea Arthur e Stefanie Powers                             |
| 3 de março de 2000                         | 14          | Julie Goodyear e Patsy Palmer                            |
| 10 de março de 2000                        | 15          | Lynda Carter e Leslie Nielsen                            |
| 17 de março de 2000                        | 16          | Naomi Campbell e Jilly Goolden                           |
| 24 de março de 2000                        | 17          | Richard Wilson e Joan Collins                            |

### 4ª Temporada
| Data                                     | Episódio nº | Convidado(os)                                    |
| ---------------------------------------- | ----------- | ------------------------------------------------ |
| 3 de novembro de 2000                    | 1           | Molly Ringwald e Davina McCall                   |
| 10 de novembro de 2000                   | 2           | Lauren Bacall, Natalie Cassidy e Jack Ryder      |
| 17 de novembro de 2000                   | 3           | Patrick Duffy e Sheena Easton                    |
| 24 de novembro de 2000                   | 4           | Jane Horrocks e Richard Chamberlain              |
| 1 de dezembro de 2000                    | 5           | Macaulay Culkin e Kyle MacLachlan                |
| 8 de dezembro de 2000                    | 6           | Hannah Gordon e Barbara Windsor                  |
| 15 de dezembro de 2000                   | 7           | Marianne Faithfull e Laurence Llewellyn-Bowen    |
| 22 de dezembro de 2000 Especial de natal | 8           | Carrie Fisher, Roger Moore, e Nigella Lawson     |
| 29 de dezembro de 2000                   | 9           | Jane Seymour e Carol Smillie                     |
| 12 de janeiro de 2001                    | 10          | Richard Madeley, Judy Finnigan e Sinéad O'Connor |
| 19 de janeiro de 2001                    | 11          | Sarah Brightman e Amanda Donohoe                 |
| 26 de janeiro de 2001                    | 12          | Martin Kemp e Jane Birkin                        |
| 2 de fevereiro de 2001                   | 13          | Lindsay Wagner e Charlie Dimmock                 |
| 9 de fevereiro de 2001                   | 14          | Melanie Brown e Anneka Rice                      |
| 16 de fevereiro de 2001                  | 15          | Sophia Loren e Ben Fogle                         |
| 23 de fevereiro de 2001                  | 16          | Dolly Parton e Alan Halsall                      |
| 1 de março de 2001                       | 17          | Richard E. Grant e David Ginola                  |
| 8 de março de 2001                       | 18          | Elton John e Kim Wilde                           |
| 15 de março de 2001                      | 19          | William Shatner e Craig Doyle                    |
| 22 de março de 2001                      | 20          | Lulu e Lynda Bellingham                          |
| 29 de março de 2001                      | 21          | Ricki Lake e Stephen Gately                      |
| 6 de abril de 2001                       | 22          | Christopher Lambert e Jane McDonald              |
| 13 de abril de 2001                      | 23          | Donny Osmond e Jacqueline Bisset                 |
| 20 de abril de 2000                      | 24          | Geri Halliwell e Lynn Redgrave                   |
| 27 de abril de 2001                      | 25          | Shannen Doherty e Vicky Entwistle                |

### 5ª Temporada
| Data                                     | Episódio nº | Convidado(os)                                                 |
| ---------------------------------------- | ----------- | ------------------------------------------------------------- |
| 2 de novembro de 2001                    | 1           | Cher, Jessie Wallace, e Andrea Corr                           |
| 9 de novembro de 2001                    | 2           | Jackie Collins e Brian Dowling                                |
| 16 de novembro de 2001                   | 3           | Olympia Dukakis e Claire Sweeney                              |
| 23 de novembro de 2001                   | 4           | Gérard Depardieu, Anne Robinson, e Belinda Carlisle           |
| 30 de novembro de 2001                   | 5           | Morgan Fairchild, Antoine de Caunes, e Emma Bunton            |
| 7 de dezembro de 2001                    | 6           | Jerry Hall e Sylvia Kristel                                   |
| 14 de dezembro de 2001                   | 7           | Dolph Lundgren, Matthew Modine, e Loretta Swit                |
| 21 de dezembro de 2001 Especial de natal | 8           | Martine McCutcheon, Alison Moyet, Kate Beckinsale, e S Club 7 |
| 18 de janeiro de 2002                    | 9           | Linda Hamilton, Anne Kirkbride, e Eddie Irvine                |
| 25 de janeiro de 2002                    | 10          | Natalie Imbruglia e Simon Cowell                              |
| 1 de fevereiro de 2002                   | 11          | Liza Minnelli e Helena Christensen                            |
| 8 de fevereiro de 2002                   | 12          | John Waters, Helena Bonham Carter, Will Young e Gareth Gates  |
| 15 de fevereiro de 2003                  | 13          | Victoria Beckham e Matthew Kelly                              |
| 22 de fevereiro de 2002                  | 14          | David Hasselhoff, Gaby Roslin, e Charlie Brooks               |
| 1 de março de 2002                       | 15          | Cilla Black, Cybill Shepherd e Orlando Bloom                  |